# Enno Brandrøk
Enno Brandrøk, född omkring 1538, död 1572, var en norsk adelsman och äventyrare.
Efter åtskilliga år som militär i sachsisk, habsburgsk, spansk och dansk tjänst, trädde han 1567 i Erik XIV:s tjänst. Erik hade för avsikt att bruka Enno Brandrøk för politisk agitation, vilken kungen lade stor vikt vid. Enno Brandrøk tyckts också ha gjort förberedelserna till 1567 års svenska fälttåg i Norge. Senare tjänade han Johan III och hertig Karl. Efter att ha bestulit den senare flydde han 1569 till Danzig, men fasttogs 1571, rymde men greps på nytt och avrättades.